# Battaglia di Castel Bolognese
La battaglia di Castel Bolognese fu una battaglia delle Guerre di Lombardia che si svolse nell'agosto 1434. Fu combattuta tra gli eserciti del Ducato di Milano, comandato da Niccolò Piccinino e da un esercito composto da pontifici, veneziani e fiorentini guidato da Niccolò da Tolentino.

## Antefatti
Nel 1433 il condottiero Jacopo Caldora aveva occupato alcuni feudi di Francesco Sforza inducendolo a dirigersi con il suo esercito verso la Puglia per riacquistarle. Lo Sforza giunto presso delle rive del Sanio incontrò una delegazione di marchigiani che gli chiese di scacciare Giovanni Maria Vitelleschi che governava quelle terre per conto del pontefice Eugenio IV. Dopo aver sistemato i suoi affari in Puglia fu indotto da Filippo Maria Visconti, duca di Milano, ad approfittare della situazione per impossessarsi delle Marche. In soli quindici giorni lo Sforza catturò o costrinse alla resa Jesi, Osimo, Recanati, Ancona, Fermo e Ascoli oltre a molti altri castelli minori e costrinse il Vitelleschi a rifugiarsi a Roma. Si diresse poi in Umbria e nella Tuscia catturando Terni, Todi, Otricoli e Soriano nel Cimino. Lo Stato Pontificio nel frattempo era funestato anche dalla condotta di Niccolò Fortebraccio che catturò diverse cittadine attorno all'Urbe. Eugenio IV risolse di inviare ambasciatori allo Sforza affinché passasse al suo servizio aiutandolo a sconfiggere il Fortebraccio. Lo Sforza accettò in cambio della nomina a Gonfaloniere della Chiesa, marchese delle Marche e alla possibilità di mantenere tutti i possedimenti catturati sino a quel momento. Micheletto, Lorenzo Attendolo e Leone Sforza ottennero qualche successo contro il Fortebraccio che tuttavia non si rivelò decisivo. La plebe romana si ribellò quindi contro la nobiltà e contro il papa costringendolo prima a barricarsi nella Basilica di San Crisogono poi a fuggire sotto travestimento ad Ostia e quindi a Firenze. Il duca di Milano inviò in aiuto della città Niccolò Piccinino che si unì a Niccolò Fortebraccio e marciò verso Roma che nel frattempo era stata occupata dalle truppe sforzesche. I due eserciti si confrontarono nei pressi di Viterbo e gli sforzeschi riportarono la vittoria. I bracceschi, tuttavia, riuscirono a riconciliarsi con il popolo romano e a catturare Magliano e Otricoli approfittando del fatto che lo Sforza si era ammalato di febbre (forse malaria). Nel maggio del 1434 gli Attendolo sconfissero il Piccinino e il Fortebraccio nei pressi di Mentana. Infine Filippo Maria Visconti, che non aveva interesse a far proseguire questa guerra tra il suo futuro genero e uno dei suoi migliori capitani ed era minacciato in Romagna dai veneziani e dai fiorentini, riuscì a stabilire una tregua secondo la quale i bracceschi avrebbero restituito i castelli occupati in quella estate allo Sforza che a sua volta li avrebbe ceduti al pontefice; il Fortebraccio avrebbe tenuto tutti gli altri possedimenti catturati e il Piccinino si sarebbe spostato in Romagna per contrastare i nemici del Ducato di Milano. Eugenio IV, a corto di denaro per pagare lo Sforza, cercò di prendere il controllo di Bologna ma i bolognesi chiesero aiuto a Filippo Maria Visconti inducendo il pontefice a chiedere a sua volta aiuto ai veneziani e ai fiorentini. Questi, indovinando che lo Sforza era in realtà manovrato dal duca di Milano, si rifiutarono di effettuare il prestito richiesto dal papa.

## Battaglia
Nell'agosto del 1434 le truppe veneziane guidate dal Gattamelata e quelle pontificie e fiorentine guidate da Niccolò da Tolentino si riunirono presso Castel Bolognese formando un esercito di circa 3 000 fanti e 6 000 cavalieri. L'esercito milanese, di simili dimensioni e al comando di Niccolò Piccinino, si ritirò verso Imola. Il Tolentino decise di inseguirlo e dopo due miglia giunse presso le rive del Rio Sanguinario, un piccolo corso d'acqua il cui nome sinistro deriva dal fatto di essere stato teatro di diverse battaglie. Quando il Tolentino ebbe oltrepassato il torrente, il Piccinino ordinò al grosso dell'esercito di attaccare il nemico inviando al contempo alcune squadre di cavalleria ad occupare la strada alle sue spalle. I milanesi riuscirono a respingere i collegati che furono costretti a ritirarsi ma trovarono la strada bloccata dalla cavalleria nemica. A giudicare dallo scarso numero di morti e feriti, è verosimile che a questo punto buona parte dell'esercito dei collegati si sia arresa senza combattere e i restanti siano fuggiti verso Faenza.

## Conseguenze
Si contarono appena 4 morti e 30 feriti ma fu catturata circa la metà dell'esercito dei collegati, compresi buona parte dei condottieri di ventura. Tra questi Niccolò da Tolentino, Astorre Manfredi e Pietro Giampaolo Orsini furono imprigionati a Milano. Questi ultimi vennero in seguito liberati ma Filippo Maria Visconti volle punire il Tolentino gettandolo da un burrone. Il Tolentino riportò gravi feriti ma morì solo nel marzo del 1435. Il Gattamelata e Guidantonio Manfredi, signore di Faenza, furono feriti ma riuscirono a fuggire. 
Eugenio IV, preso atto della sconfitta, si concentrò nel recupero di Roma e chiese a Francesco Sforza di dedicarsi all'impresa. Lo Sforza tuttavia era ancora malato, perciò inviò al suo posto Leone Sforza (conte di Cotignola) che riuscì a sedare la rivoluzione liberando Francesco Condulmer, cardinale e nipote del papa. Nella primavera del 1435 il Fortebraccio tornò ad attaccare le città pontificie e minacciò Camerino, che pochi mesi prima si era resa allo Sforza. Questi sollecitò l'intervento dei veneziani e dei fiorentini che, unitisi agli sforzeschi guidati da Alessandro Sforza nell'agosto del 1435 sconfissero ed uccisero il Fortebraccio nella battaglia di Fiordimonte. Poco dopo fu ristabilita la pace tra milanesi da una parte e collegati dall'altra per intercessione di Niccolò III d'Este. I milanesi si ritirarono dalle terre che avevano catturato nello Stato Pontificio, compresa Imola ma riuscirono ad ottenere Bologna.